# Juan Bautista de Anza
Juan Bautista de Anza Bezerra Nieto (6/7 de juliol de 1736 – 19 de desembre de 1788) fou un explorador de Nova Espanya i governador de Nou Mèxic per a l'Imperi Espanyol.

## Primers anys
Juan Bautista de Anza va néixer a Fronteras, Sonora, (vora Arizpe), en una família militar que vivia a la frontera septentrional de Nova Espanya. Era fill de Juan Bautista de Anza I i María Rosa Bezerra Nieto. Net per branca paterna d'Antonio de Anza (farmacèutic) i Lucía de Sasoeta d'Hernani, nadius de Guipúscoa. Net per la branca materna del Capità de l'exèrcit colonial espanyol Antonio Bezerra Nieto i Gregoria Gómez de Silva, veïns de Janos (Chihuahua), (Mèxic).
El seu pare va morir en una confrontació amb indis apatxes al desert de Sonora quan tenia al voltant de tres anys. Val a dir que quan s'esmenta Sonora es refereix a la província del virregnat que abastava en la seva major part els actuals estats de Sonora (Mèxic) i Arizona (Estats Units d'Amèrica).

## Inicia la seva carrera militar
Es va allistar en la milícia espanyola al desembre de 1751 a San Ignacio (Sonora), on va servir com a cadet de cavalleria en la custòdia dels presidis (fortificacions) sota la tutela del seu cunyat Gabriel de Vildósola, a Fronteras (Sonora). En 1756 va aconseguir el grau de tinent de cavalleria en la mateixa població.
Va ascendir a Capità al presidi de Tubac (Arizona) al desembre de 1759. Va rebre reconeixements en la lluita contra els indis apatxes al nord de Sonora (avui Arizona) i seris al sud de Sonora, entre boles.

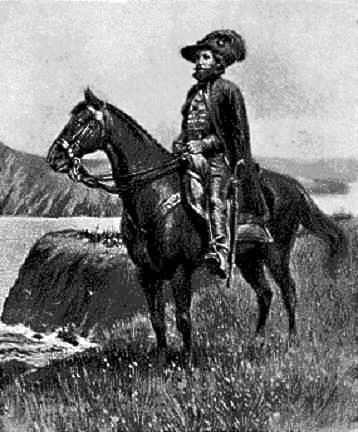
Juan Bautista de Anza, retrat a l'oli de Fray Orsi en 1774

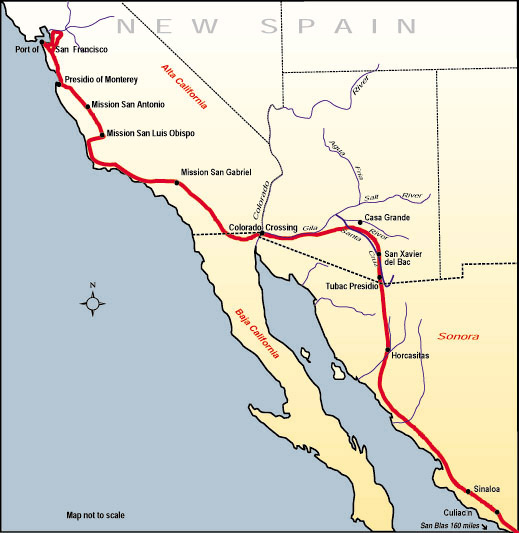
Mapa de la ruta de Juan Bautista de Anza 1775–76 de Mèxic a San Francisco

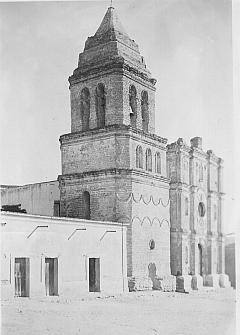
Tomba de De Anza a Nuestra Señora de la Asunción de Arizpe

## Del desert de Sonora a San Francisco (Califòrnia)
Per 1770 la Corona Espanyola havia estat per més de 200 anys al Nou Món. El seu extens imperi incloïa des del que avui és l'oest dels Estats Units, inclosa Florida, fins a les illes Filipines, però encara necessitava assegurar les seves possessions de la costa del Pacífic nord enfront de les expedicions russes i angleses. L'expedició dirigida en 1770 per Gaspar de Portolà únicament va fundar colònies petites en l'Alta Califòrnia.
Ja cap en 1773 hi havia dos presidis (fortificacions) i cinc missions. No obstant això, la població espanyola no anava més enllà de 70 persones. Colonitzar i proveir l'Alta Califòrnia era una tasca difícil i el viatge molt llarg, perquè havien de partir des de San Blas (Nayarit) en navilis petits que no suportaven molta càrrega. La travessia per la Baixa Califòrnia era molt llarga, perillosa i difícil de transitar. Per colonitzar i assegurar l'Alta Califòrnia, la Corona Espanyola necessitava una ruta més accessible, una ruta terrestre que sortís de Sonora.
En 1774 el Capità Juan Bautista de Anza va sol·licitar al Virrei de Nova Espanya comandar una expedició a l'Alta Califòrnia pagada per ell mateix, portant una bona quantitat de colons i bestiar boví. En 1775 el virrei va autoritzar al Capità de Anza efectuar el viatge per colonitzar i defensar el port de San Francisco (Califòrnia) de pirates anglesos i colons russos (una part de Rússia propera a Alaska). Amb l'autorització en mà, de Anza es va dedicar a reclutar voluntaris en la població de Culiacán (Sinaloa). Al presidi de San Miguel de Horcasitas, capital provincial de Sonora, de Anza va nomenar tinent de l'expedició a José Joaquín Moraga, i el frare franciscà Pedro Font va ser escollit com a capellà per la seva habilitat per fixar les coordenades.
Més de 240 persones van sortir de Tubac, al sud de l'actual Tucson (Arizona) el 23 d'octubre de 1775, van seguir la llera del riu Santa Cruz fins a la seva unió amb el riu Gila, van continuar per les ribes d'aquest fins a trobar el riu Colorado. Allí els van ajudar a travessar el riu el cap dels indis yuma i la seva tribu, als qui havia tractat Juan Bautista de Anza en un viatge efectuat l'any anterior.

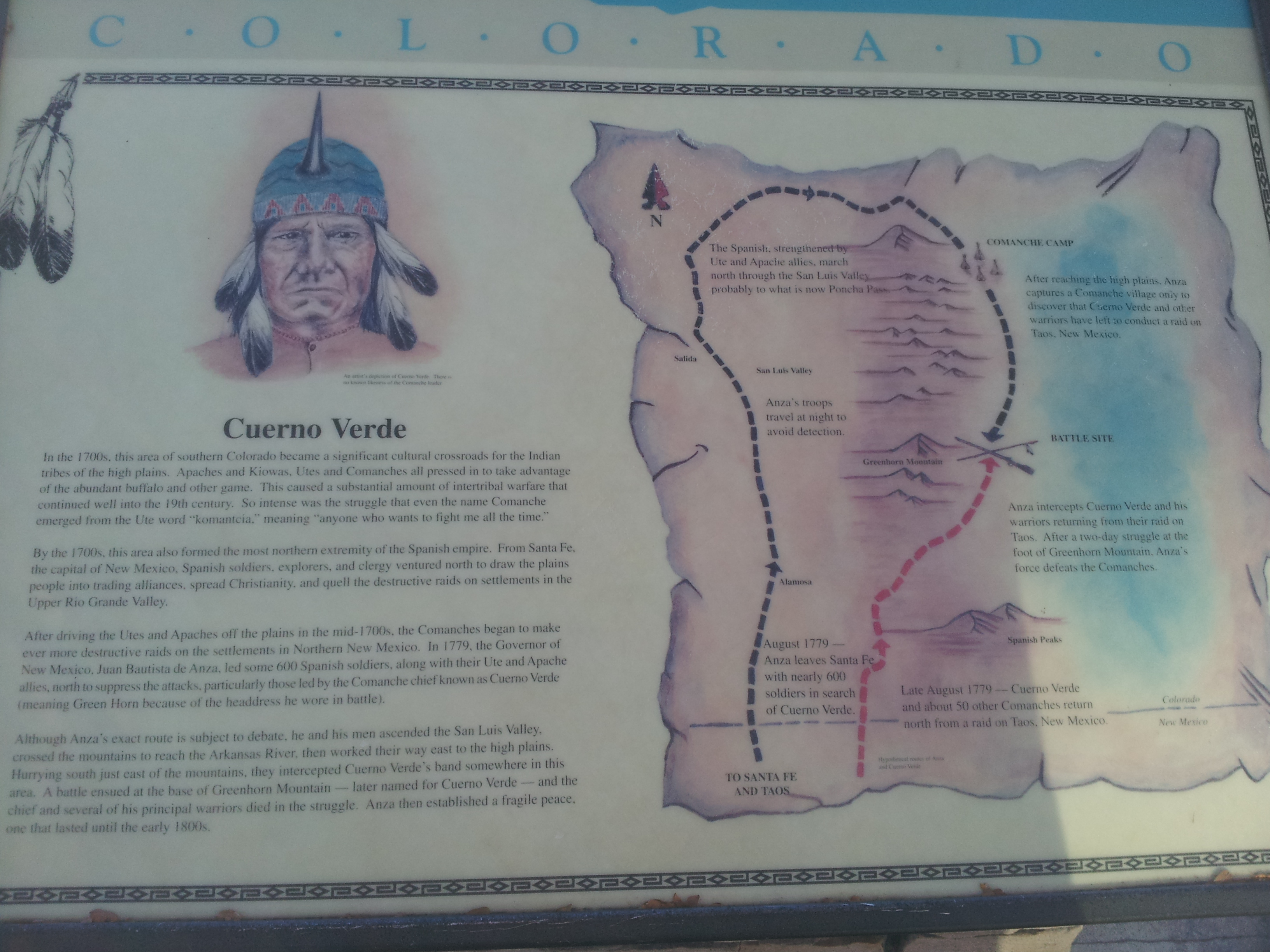
El barret de Cueno Verde al Cuerno Verde Rest Area

El viatge es va fer més difícil segons avançaven entre pujols i deserts del sud-oest de Califòrnia. Amb finalitats pràctiques de Anza va dividir l'expedició en tres grups, que viatjaven a un dia de distància un d'un altre per permetre que s'omplissin els ulls d'aigua.

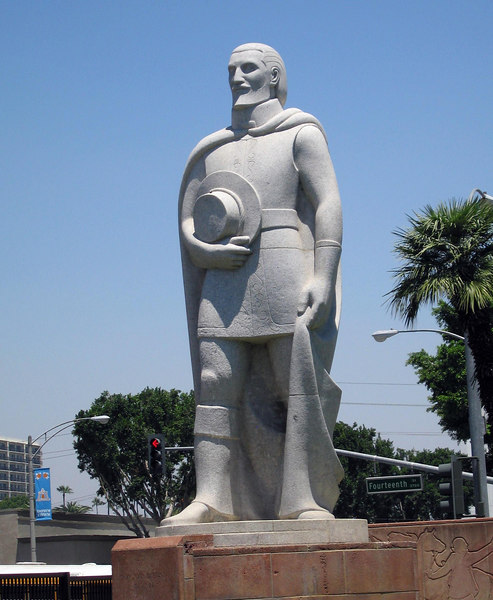
Estàtua de Juan de Anza a Riverside, Califòrnia.

Es van reorganitzar prop del que avui dia és el Parc Estatal del Desert Anza-Borrego, i van arribar a la missió de San Gabriel Arcángel el 4 de gener de 1776. Des d'aquí van viatjar per camins coneguts vorejant la costa de Califòrnia, van visitar la missió de San Luis Obispo i la missió de San Antonio de Padua, arribant a Monterrey a la missió de San Carlos Borromeo el 10 de març del mateix any. L'expedició va arribar al final amb tres expedicionaris més dels quals havien sortit de Tubac (Arizona): durant el viatge van néixer tres californians i va caldre lamentar la pèrdua d'una dona que va morir en parir, però la criatura va sobreviure.
Amb el frare Pedro Font i dotze més va explorar la Badia de San Francisco per situar els llocs on es fundarien un presidi (fortificació) i una missió. En el seu diari del 25 de març de 1776 anotà que "vam arribar al rierol de San Joseph Cupertino (avui Stevens Creek), que només és útil per als viatgers. Aquí ens vam aturar per passar la nit, després d'haver fet vuit llegües en set hores i mitja. Des d'aquest lloc s'ha vist a la nostra dreta l'estuari que va des del port de San Francisco." El 14 d'abril de 1776 va partir cap a San Diego (Califòrnia), i de retorn a casa va rebre el nomenament de Governador de la Província de Nou Mèxic (abastava part dels estats de Chihuahua (Mèxic) i Nou Mèxic (Estats Units),que va exercir entre 1777 i 1788.

## Nou Mèxic
Al seu retorn d'aquesta expedició amb èxit en 1777 va viatjar a Ciutat de Mèxic amb el cap quechan del riu Colorado que havia sol·licitat l'establiment d'una missió. El 24 d'agost de 1777, el virrei de Nova Espanya va designar Anza com els Governador de la Província de Nou Mèxic, l'actual estat de Nou Mèxic.
El governador de Anza va dur una expedició de càstig contra els comanxes, grup d'amerindis que havien atacar repetidament Taos durant 1779. Amb els seus aliats ute i apatxes i uns 800 soldats espanyols marxà cap al nord a la vall de San Luis, entrà a les Grans Planes vora l'actual Manitou Springs (Colorado). Encerclà "El Capitan" (actual Pikes Peak) i va sorprendre una petita força comanxe prop de l'actual Colorado Springs. Els perseguí al sud cap a Fountain Creek, creuà el riu Arkansas vora l'actual Pueblo (Colorado). Va trobar el cos principal comanxe a Greenhorn Creek que retornava d'un atac a Nou Mèxic i els vencé definitivament. El cap Cuerno Verde, pel qual rep el nom Greenhorn, i molts altres líders comanxes foren morts.
A finals de 1779 Anza i el seu grup van trobar un camí de Santa Fe a Sonora, a l'oest del Camino Real de Tierra Adentro. Les seves diverses expedicions militars contra les tribus locals que defensaven llurs terres d'origen sovint tingueren èxit, però se li van rebel·lar els Quechan amb els qui va signar la pau uns anys abans i va caure en desgràcia amb el comandant militar de la Frontera Nord. En 1783 Anza va conduir una campanya contra els comanxes a les planures orientals i el 1784 li demandaren la pau. L'últim dels caps comanxe finalment va accedir i es va celebrar un tractat formal el 28 de febrer 1786 al Pecos Pueblo. Això va aplanar el camí per als comerciants i el desenvolupament del comerç comanchero.
Juan Bautista de Anza continuà com a governador de Nuou Mèxic fins a 1787 quan va tornar a Sonora. Fou nomenat comandant del Presidio de Tucson en 1788 però va morir abans que pogués sortir i prendre possessió del càrrec. A de Anza li va sobreviure la seva esposa.

## El seu llegat
Juan Bautista de Anza va obrir una ruta que va possibilitar la colonització europea de l'Alta Califòrnia. Els soldats i famílies que va escortar des del desert de Sonora a l'Alta Califòrnia hi van portar l'idioma espanyol, els costums, la religió cristiana, i la cultura espanyola. La majoria dels membres de la seva expedició havien ja nascut a Nova Espanya, i hi havia entre ells persones de sang europea, indígena i descendents de mulats i mestissos.
Entre els soldats que van acompanyar de Anza hi anava José María Pico, qui seria pare de Pío de Jesús Pico (últim Governador mexicà de l'Alta Califòrnia) i advocat defensor de l'indi "Nazario" en el primer cas d'enverinament documentat a Califòrnia i que, presumptament, va posar fi a la vida en 1812 del franciscà extremeny José Pedro Panto.

## La seva mort
Juan Bautista de Anza va morir sobtadament a la seva casa d'Arizpe (Sonora) el 19 de desembre de 1788. Va ser sepultat a l'església de La nostra Senyora de l'Asunción en Arizpe (Sonora, Mèxic).
El 1963 les seves restes van ser desenterrades i tornats a sepultar en un mausoleu de marbre amb la presència i participació de delegacions de la Universitat de San Francisco i la Ciutat de San Francisco.